# Старая лестница
«Старая лестница» — советский короткометражный мультфильм, который создал режиссёр Александр Горленко на студии «Союзмультфильм» в 1985 году по мотивам стихотворения Ирины Пивоваровой.

## Сюжет
Мальчик поднимался по старой деревянной лестнице на второй этаж, и ступеньки скрипели под ногами. На стуле сидела игрушка — Арлекин. За окном шумел ветер и полил дождь. Мальчик лёг в кровать и уснул. По скрипучей лестнице к нему пришли сны: музыканты, акробаты, клоуны и слон показали цирковое представление. А утром мальчик проснулся от запаха яичницы.

## Съёмочная группа
| автор сценария и кинорежиссёр | Александр Горленко                                                             |
| художник-постановщик          | Владимир Зуйков                                                                |
| художники-мультипликаторы:    | Александр Панов, Владимир Вышегородцев, Тенно-Пент Соостер, Александр Горленко |
| кинооператор                  | Кабул Расулов                                                                  |
| монтажёр                      | Елена Белявская                                                                |
| звукооператор                 | Владимир Кутузов                                                               |
| художники:                    | Алла Горева, О. Капранов, Н. Ерыкалова                                         |
| ассистент режиссёра           | О. Каниовская                                                                  |
| редактор                      | Татьяна Папорова                                                               |
| директор съёмочной группы     | Лилиана Монахова                                                               |

## Переиздания на DVD
- Мультфильм выпускался на DVD в сборнике мультфильмов «Masters of Russian Animation Volume 3». Мультфильмы на диске: «Сказка сказок» (1979), «Охота» (1979), «Последняя охота» (1982), «Жил-был пёс» (1982), «Путешествие муравья» (1983), «Лев и бык» (1983), «Волк и телёнок» (1984), «Балаган» (1981), «Старая лестница» (1985), «Королевский бутерброд» (1985), «Про Сидорова Вову» (1985).[1]

## Фестивали и награды
- 1992 — Диплом и приз фестиваля анимации (МФАФ) в Штутгарте.[2]